# مايكل أوهير
روبرت مايكل أوهير جونيور (بالإنجليزية: Michael O'Hare)‏ (6 مايو 1952 - 28 سبتمبر 2012) ممثل أمريكي مسرحي وتلفزيوني. اشتهر بلعب القائد جيفري سنكلير في المسلسل التلفزيوني الخيال العلمي بابل 5 ، وهو دور تركه بسبب مشاكل الصحة العقلية الخطيرة.

## روابط خارجية
- مايكل أوهير على موقع IMDb (الإنجليزية)
- مايكل أوهير على موقع ألو سيني (الفرنسية)
- مايكل أوهير على موقع أول موفي (الإنجليزية)
- مايكل أوهير على موقع قاعدة بيانات برودواي على الإنترنت (الإنجليزية)
- مايكل أوهير على موقع قاعدة بيانات الأفلام السويدية (السويدية)
- مايكل أوهير على موقع إن إن دي بي (الإنجليزية)
- مايكل أوهير على موقع قاعدة بيانات الفيلم (الإنجليزية)
- مايكل أوهير على موقع كينوبويسك (الروسية)